# 别列兹尼亚吉农村居民点
别列兹尼亚吉农村居民点（俄语：Березняговское сельское поселение）是俄罗斯联邦沃罗涅日州彼得罗巴甫洛夫卡区所属的一个农村居民点。其下辖有1个居民点，行政中心为别列兹尼亚吉。据2016年统计，该农村居民点的人口为615人。